# Mirastern
Die Mirasterne sind langperiodische (80 bis 1000 Tage) pulsationsveränderliche Sterne mit großen Amplituden und späten Spektren. Sie sind nach ihrem Prototyp Mira im Sternbild Walfisch (lat. cetus) benannt.

## Definition

Mira beobachtet mit dem Atacama Large Millimeter/submillimeter Array bei einer Wellenlänge von 900 μm.

Mirasterne sind langperiodische rote Riesen mit Emissionslinien und späten Spektren mit den Spektralklassen Me, Se oder Ce. Die Amplitude des Lichtwechsels beträgt zwischen 2,5 und 11 mag. Dies entspricht einer Helligkeitsänderung im Visuellen zwischen dem Faktor 10 und 25000, während die bolometrische Helligkeit nur um den Faktor 2 bis 3 schwankt. Sie zeigen eine ausgeprägte Periodizität mit Perioden zwischen 80 und 1000 Tagen. Die Amplituden im Infraroten sind geringer als im Visuellen und bleiben meist unterhalb von 2,5 mag.
Da die Helligkeitsschwankungen zu einem großen Teil auf der Änderung der Opazität von Molekülen wie dem Titan(II)-oxid beruht und die Häufigkeit der Moleküle vom Spektraltyp abhängig ist, werden Sterne mit ähnlichen physikalischen Eigenschaften in Abhängigkeit von ihrer chemischen Zusammensetzung sowohl den Mirasternen als auch den halbregelmäßig veränderlichen Sternen zugerechnet. Deshalb werden alle veränderlichen Roten Riesen mit Perioden von mehr als 50 Tagen der Gruppe der langperiodischen Sterne zugerechnet, was sowohl die Mirasterne, die halbregelmäßigen als auch die unregelmäßig veränderlichen Sterne umfasst.

### Vorkommen in Sternkatalogen
Der General Catalogue of Variable Stars listet aktuell etwa 8000 Sterne mit dem Kürzel M, womit etwa 15 % aller Sterne in diesem Katalog zur Klasse der Mirasterne gezählt werden.

## Eigenschaften

### Spektrum
Die meisten Mirasterne gehören zur Spektralklasse M mit Titanoxid-Banden. Nur ein geringer Teil gehört zu den Kohlenstoffsternen C (mit Absorptionsbanden der Moleküle CN und C2) oder der Spektralklasse S mit ausgeprägten Zirconiumoxid-Banden. Die Einteilung nach der Spektralklasse ist ein Ergebnis des relativen Anteils von Sauerstoff zu Kohlenstoff. Ist weniger Sauerstoff als Kohlenstoff vorhanden, so wird aller Sauerstoff im Kohlenmonoxid (CO) gebunden und der Überschuss an Kohlenstoff zeigt sich in den CN- und C2-Molekülbanden der C-Sterne. Ist mehr Sauerstoff als Kohlenstoff in der Atmosphäre vorhanden, so wird der gesamte Kohlenstoff in dem im Optischen nicht nachweisbaren CO gebunden und der verbleibende Sauerstoff bildet Titan(II)-oxid. Bei den S-Sternen liegt ein annähernd gleiches Verhältnis von Sauerstoff zu Kohlenstoff vor, sodass andere Molekülbanden im Spektrum erscheinen (ZrO, LaO).
Unabhängig von der Spektralklasse werden bei Mirasternen die Wasserstofflinien und gelegentlich auch die Spektrallinien anderer Elemente in Emission beobachtet. Die Emission wird durch Schockwellen verursacht, die durch die ausgedehnte Atmosphäre des Roten Riesen laufen.
Der Nachweis von Lithium in den Atmosphären von Mira- und anderen AGB-Sternen war lange Zeit ein Rätsel. Lithium wird bereits bei Temperaturen von 3.000.000 K unterhalb des Wasserstoffbrennens durch thermonukleare Reaktionen zerstört. Da der Stern während dieser T-Tauri-Phase noch voll konvektiv war, sollte alles Lithium umgewandelt worden sein. Der Lithium-Anteil scheint mit der Pulsationsperiode und damit dem Alter anzusteigen. Dies wird als Folge eines Hot Bottom Burning interpretiert. Die Konvektionszone reicht in die Schale mit Wasserstoffbrennen und transportiert frisch synthetisiertes Lithium an die Oberfläche.

### Perioden
Die Zykluslänge der Mirasterne beträgt zwischen 80 und bis zu 1000 Tagen. Dabei ist die Periodenlänge umgekehrt proportional zur Oberflächentemperatur, das heißt, sie nimmt mit abnehmender Temperatur zu. Die beobachteten Periodenänderungen sind meist rein statistischer Natur aufgrund der veränderlichen Form der Lichtkurve. Diese Variationen betragen bis zu 5 Prozent der Zykluslänge. Nur wenige Mirasterne (z. B. R Aquilae, T Ursae Minoris, R Hydrae, BH Crucis und W Draconis) zeigen echte Periodenänderungen, die auf Radiusänderungen nach einem Heliumflash zurückgeführt werden. Bei so einem thermischen Puls werden durch den s-Prozess Technetium und andere schwere Elemente produziert, die aber nicht bei allen der aufgeführten Mirasterne nachgewiesen werden konnten. Alternative Modelle beschreiben die Periodenänderungen bei den langperiodischen Veränderlichen als die Folge eines Wechsels des Schwingungsmode oder einer chaotischen Wechselwirkung zwischen der molekularen Opazität und der Schwingungsamplitude.
Die Periode des Lichtwechsels ist in erster Näherung nur abhängig vom Radius und der Temperatur des Sterns. Dementsprechend kann auch eine Perioden-Leuchtkraft-Beziehung wie bei den Cepheiden abgeleitet werden. Für das K-Band im Infraroten gilt:
M ≈ 1,0 − 3,5 log P
(M: mittlere absolute Helligkeit; P: Periodendauer in Tagen).

### Lichtkurven

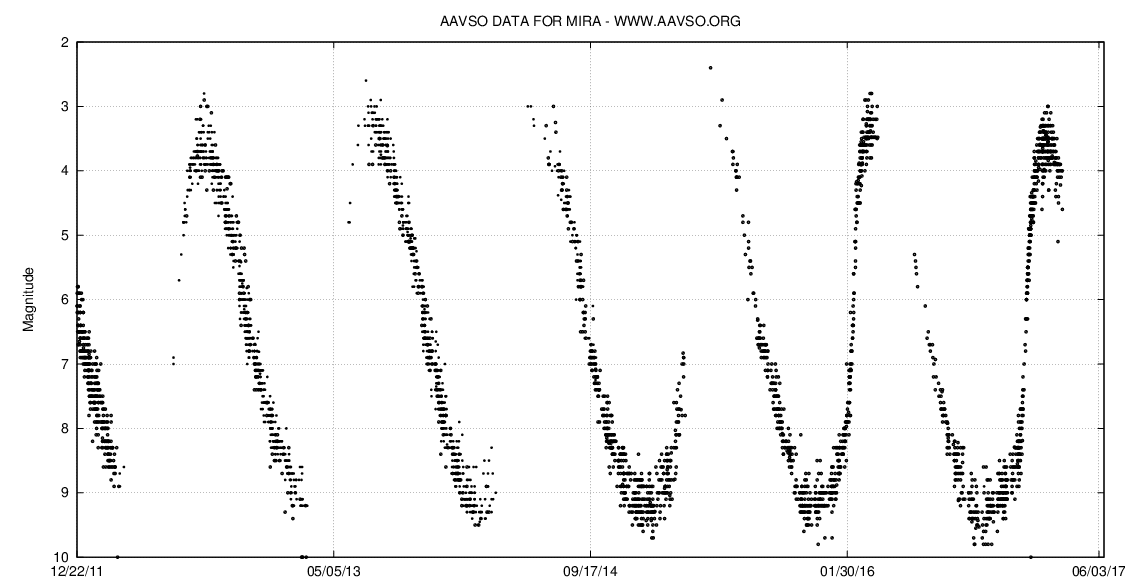
Lichtkurve von Mira

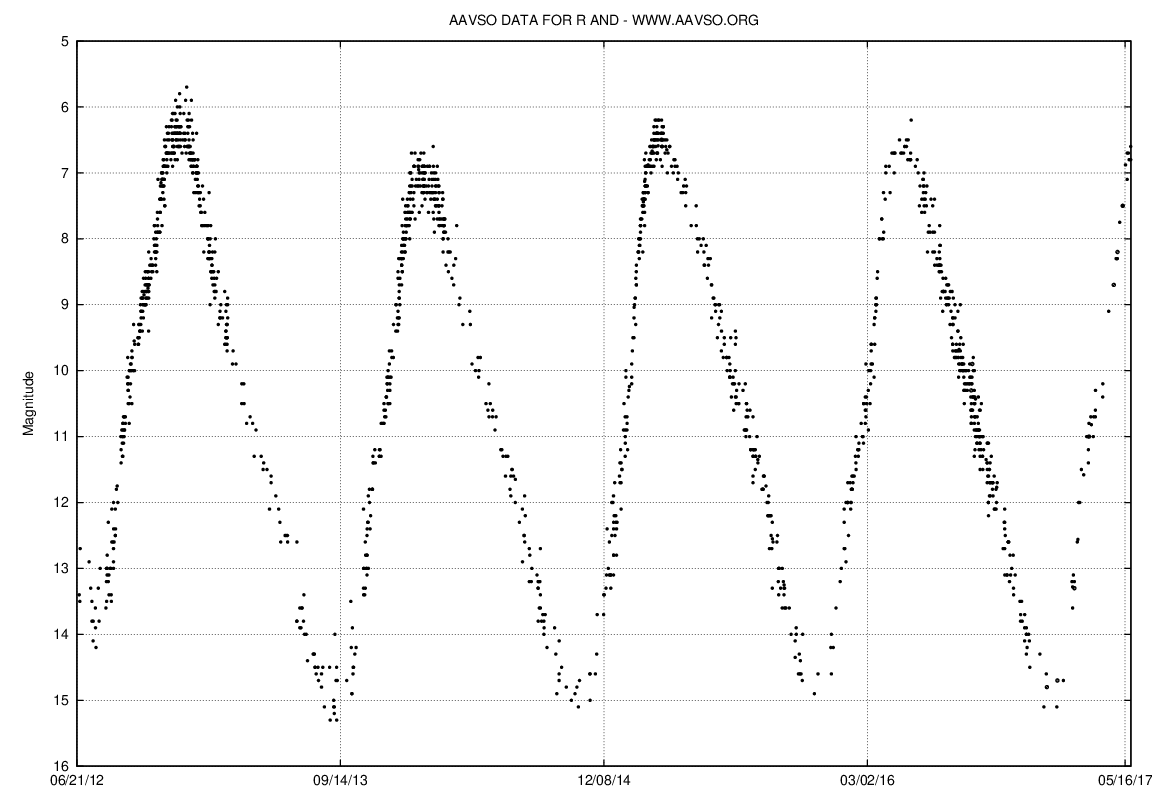
Lichtkurve von R Andromedae

Die Lichtkurven der Mirasterne sind in erster Näherung sinusförmig. Im Gegensatz zu den Cepheiden sind die Lichtkurven selbst veränderlich und ein Zyklus unterscheidet sich stets vom vorangehenden. Im Anstieg zum Maximum können bei einigen Mirasternen Einsenkungen auftreten, die wie bei den Cepheiden wohl auf eine 2:1-Resonanz zwischen der Grundschwingung und der ersten Oberschwingung beruhen. Zwischen Form der mittleren Lichtkurve und stellaren Parametern gibt es nur einen schwachen Zusammenhang.
Daneben zeigen einige Mirasterne zufällig verteilte Helligkeitseinbrüche überlagert dem normalen Lichtwechsel. Dies wird mit einer Absorption durch Staubteilchen in der Hülle der Roten Riesen in Verbindung gebracht.

#### Ursache des Lichtwechsels
Wie die Cepheiden sind Mirasterne pulsationsveränderliche Sterne. Ihr Pulsationsmechanismus beruht ebenfalls auf dem Kappa-Mechanismus, wobei die temporäre Energiespeicherung im Gegensatz zu den Cepheiden nicht auf der Ionisation des Heliums, sondern der des Wasserstoffs beruht. Aufgrund des Aufbaus der Atmosphäre von Roten Riesen fehlt eine scharfe Übergangsschicht wie bei der Sonne (Stichwort Photosphäre), an der die Dichtewellen reflektiert werden. Die Dichtewellen laufen daher als Schockwellen durch die Sternatmosphäre mit Geschwindigkeiten von bis zu 10 km/s. Aufgrund der Ausdehnung der Sternatmosphäre brauchen die Schockwellen zwischen etwa hundert und einigen hundert Tagen um sie zu durchlaufen. Die visuellen Helligkeitsschwankungen werden durch drei Effekte verstärkt:
- Stefan-Boltzmann-Gesetz: Die gesamte Strahlungsmenge nimmt mit der vierten Potenz der Temperatur zu.
- Wiensches Verschiebungsgesetz: Bei geringeren Temperaturen wird ein Großteil der Strahlung im Infraroten (unsichtbar) und im Roten (beim skotopischen Sehen ist das Auge dort sehr unempfindlich) abgestrahlt. Der Umrechnungsfaktor Candela/Watt nimmt sehr geringe Werte an.
- Bei abnehmender Temperatur kondensieren Moleküle (z. B. Titan(II)-oxid) in der äußeren Atmosphäre und absorbieren Strahlung bestimmter Wellenlängen.

Mirasterne pulsieren in der Grundschwingung, der allerdings Oberschwingungen überlagert sein können. Während die Pulsationen im Sterninneren nach theoretischen Modellen sehr regelmäßig ablaufen, wird die Veränderlichkeit der Lichtkurve durch Konvektionsströmungen und nicht-radiale Schwingungen in der ausgedehnten Atmosphäre hervorgerufen. Andere AGB-Sterne, die halbregelmäßig veränderlichen Sterne, pulsieren in der ersten oder zweiten Oberschwingung. Für diese gilt eine andere Perioden-Leuchtkraft-Beziehung als oben angegeben.
Die Schwingungen in den äußeren Schichten der Atmosphäre von Kohlenstoffsternen kann Material beschleunigen, welches in einiger Entfernung von dem Stern zu einer Wolke aus Ruß kondensiert. Dies kann zu tiefen Minima bei einigen Mirasternen und den verwandten Halbregelmäßigen mit einem hohen Kohlenstoffgehalt führen aufgrund der Absorption von Licht durch die Staubteilchen. Interferometrische Beobachtungen unterstützen die Annahme eines asymmetrischen Auswurfs von Materie. Die Ursache der Asymmetrie ist nicht bekannt.

### Sternwind
Die Schockwellen transportieren Materie in die äußere Atmosphäre des Roten Riesen. Dort findet eine Kondensation zu Staubteilchen statt, die über den Strahlungsdruck einen zusätzlichen Impuls erhalten. Dies führt zu einer Massenverlustrate von bis zu 10−8 bis 10−4 Sonnenmassen pro Jahr. Der Staub konnte als Silikat, Siliciumcarbid und Kohlenstoffstaub im Infraroten nachgewiesen werden. Die Staubteilchen absorbieren Strahlung im optischen und nahen Infrarotbereich und strahlen sie im mittleren und fernen Infrarot wieder ab. Mirasterne sind eine bedeutende Quellen von schweren Elementen, die in den interstellaren Raum für nachfolgende Sterngenerationen abgegeben werden.

## Entwicklung
Mirasterne sind Sterne mittlerer Masse zwischen ca. 0,8 bis 3 Sonnenmassen auf dem asymptotischen Riesenast. Sie haben einen dichten Kern aus Kohlenstoff, über dem eine Helium brennende Schicht liegt. Darüber befindet sich wiederum eine dünne wasserstoffreiche Schicht, in der nur zeitweilig ein Wasserstoffbrennen abläuft. Es handelt sich um die größten, kühlsten und leuchtkräftigsten Roten Riesen mit einem Alter zwischen 3 und 10 Milliarden Jahren. Das Mira-Stadium selbst ist mit einer Dauer von einigen hunderttausend Jahren recht kurzlebig.
Als Vorgänger der Mirasterne werden Rote Riesen mit geringerem Lichtwechsel als halbregelmäßige Veränderliche angesehen. Als Nachfolger gelten die Kerne Protoplanetarischer Nebel oder Nach-AGB-Sterne. Bei diesen ist die Pulsation beendet und der Stern bewegt sich nach links im Hertzsprung-Russell-Diagramm zu höheren Temperaturen.
Nah verwandt mit den Mirasternen sind die OH/IR-Sterne, die vollständig in Staubhüllen verborgen sind und einen noch höheren Massenverlust durch Sternwind zeigen. Die typische Maser-Strahlung von OH/IR-Sternen konnte auch bei einigen Mirasternen nachgewiesen werden.

## Beispiele
- Mira, R Hydrae, R Leonis, Chi Cygni